# 城中村

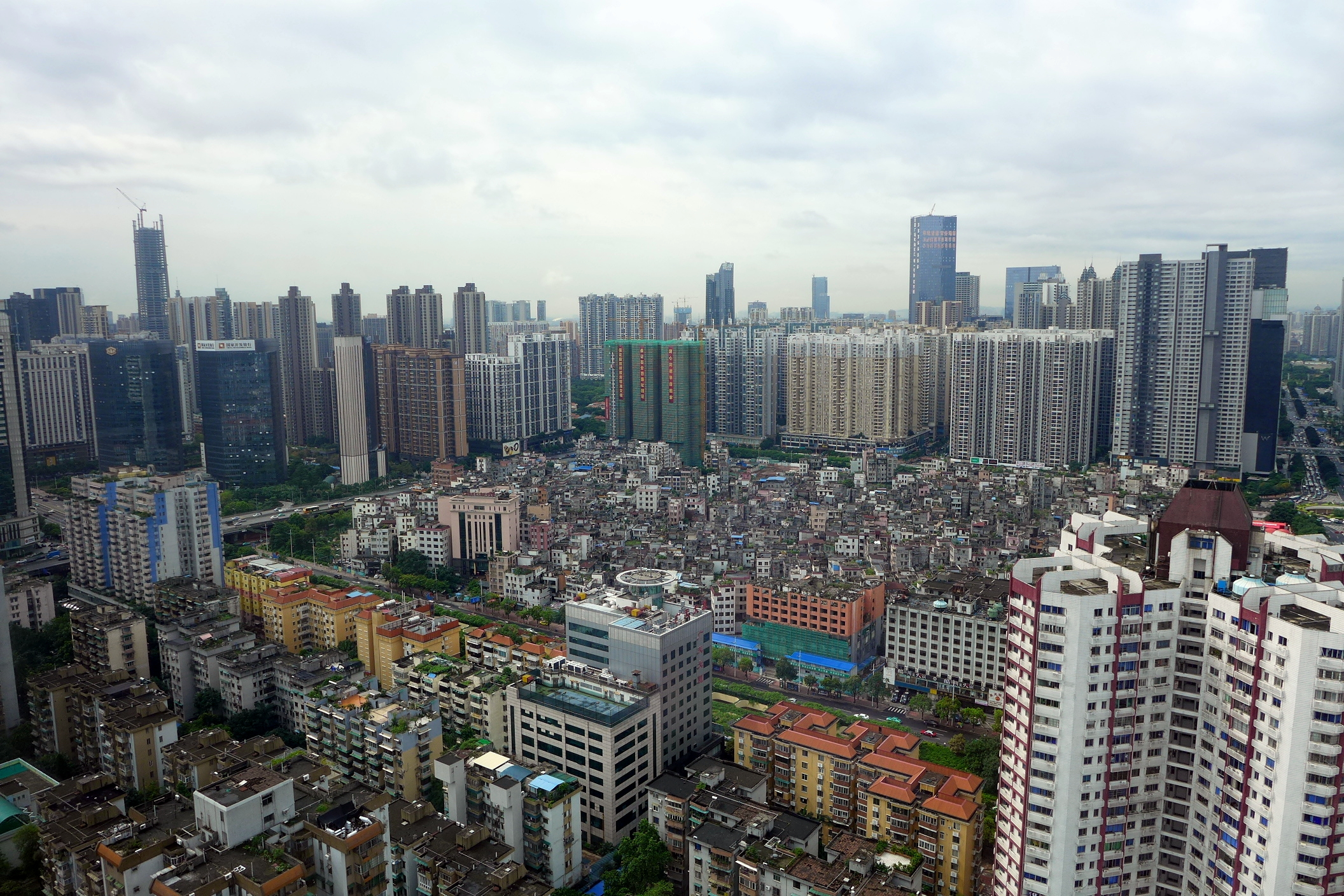
廣州天河區的冼村，被高楼大厦包围

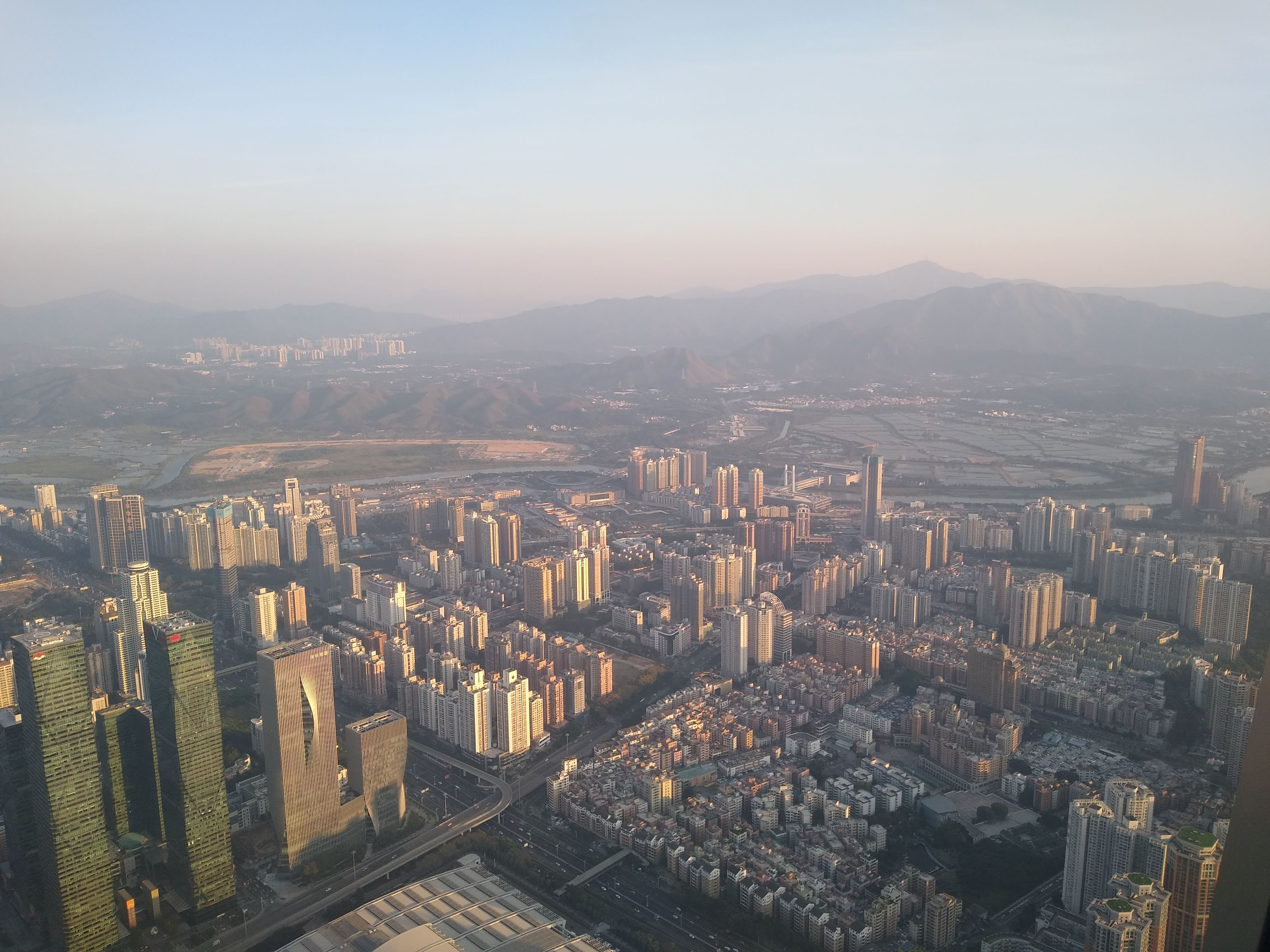
深圳平安金融中心眺望福田CBD，右下为皇岗和水围

城中村是指留存在城市区域内的传统乡村，是中国地区城市化进程中出现的一种特有的现象。在1978年开始改革开放后的30多年间里，一些经济发达地区（如珠三角、长三角、环渤海、直辖市、省会城市等）城市的建成面积迅速扩张，原先分布在城市周边的农村集体所有土地被纳入城市的版图，被鳞次栉比的高楼大厦所包围，成为了“都市里的村庄”。比较著名的城市如北京、天津、重庆、武汉、广州、深圳等城中村问题较为突出。
城中村的内部通常没有一的规划和管理，以低矮拥挤的违章建筑为主、环境脏乱、人流混杂、治安混乱、基础设施不配套、游离于城市管理体制之外，成为了都市管理的盲区。从地域角度上讲，它属于城市的范畴。从社会性质的角度上说，仍保留了传统农村的因素。具有城市与农村双重特征的城中村究其产生原因，同中国的城乡二元体制、以及土地所有制度等多种因素有关。同时，城中村也被许多学者认为是具有中国特色的贫民窟的表现形式，儘管它不完全符合定義。一些城中村也因房租低廉，成为外来人口（其中一部分为白領）的聚居区，甚至出现了外来人口数量远多于本地村民人数的现象（即“人口倒挂”），例如本地村民仅6000余人、外来人口达8万人的北京市昌平区史各庄。

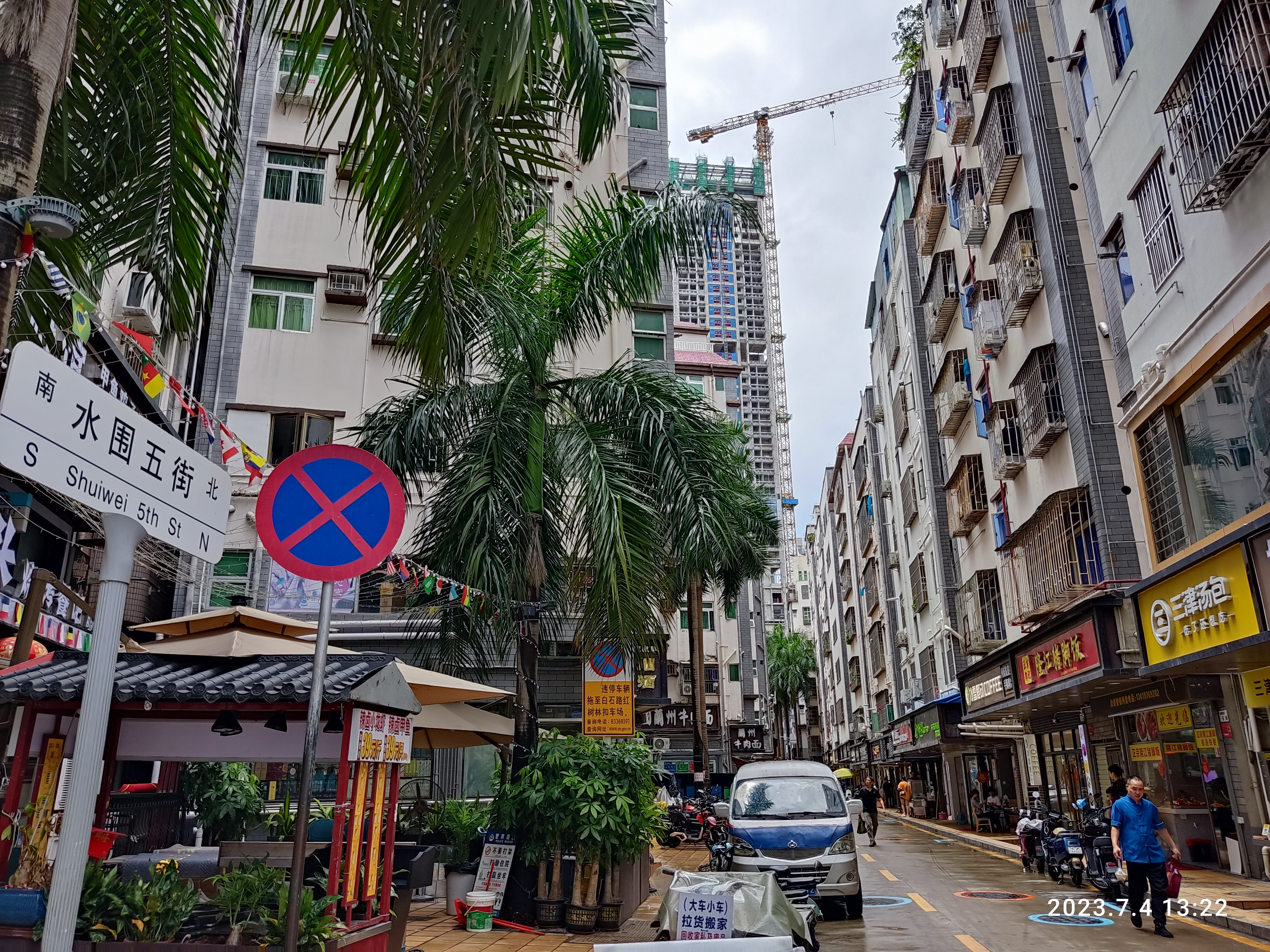
深圳水围
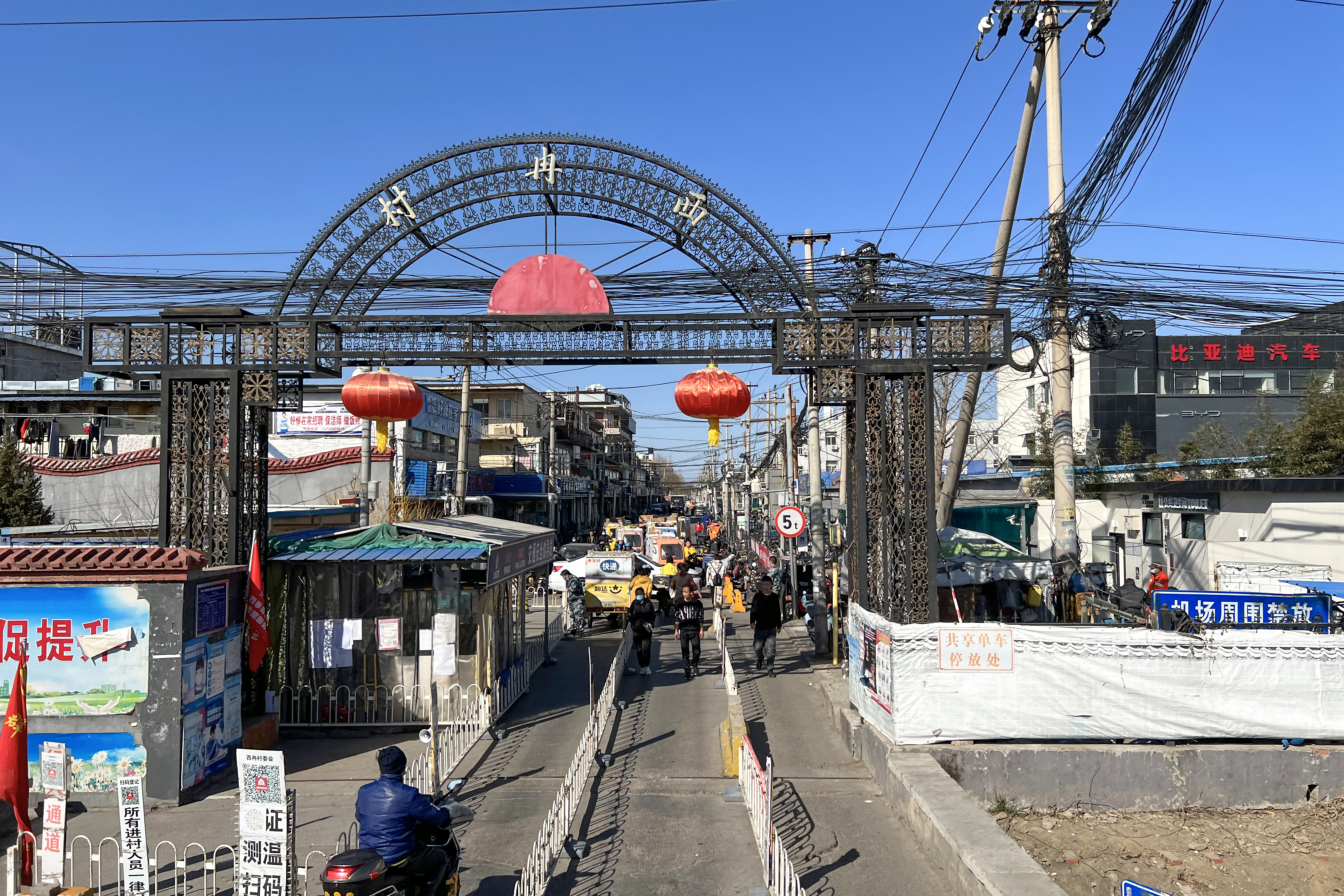
北京市的城中村门口一般设有标注村名的铁门，如图中的四季青地区西冉村
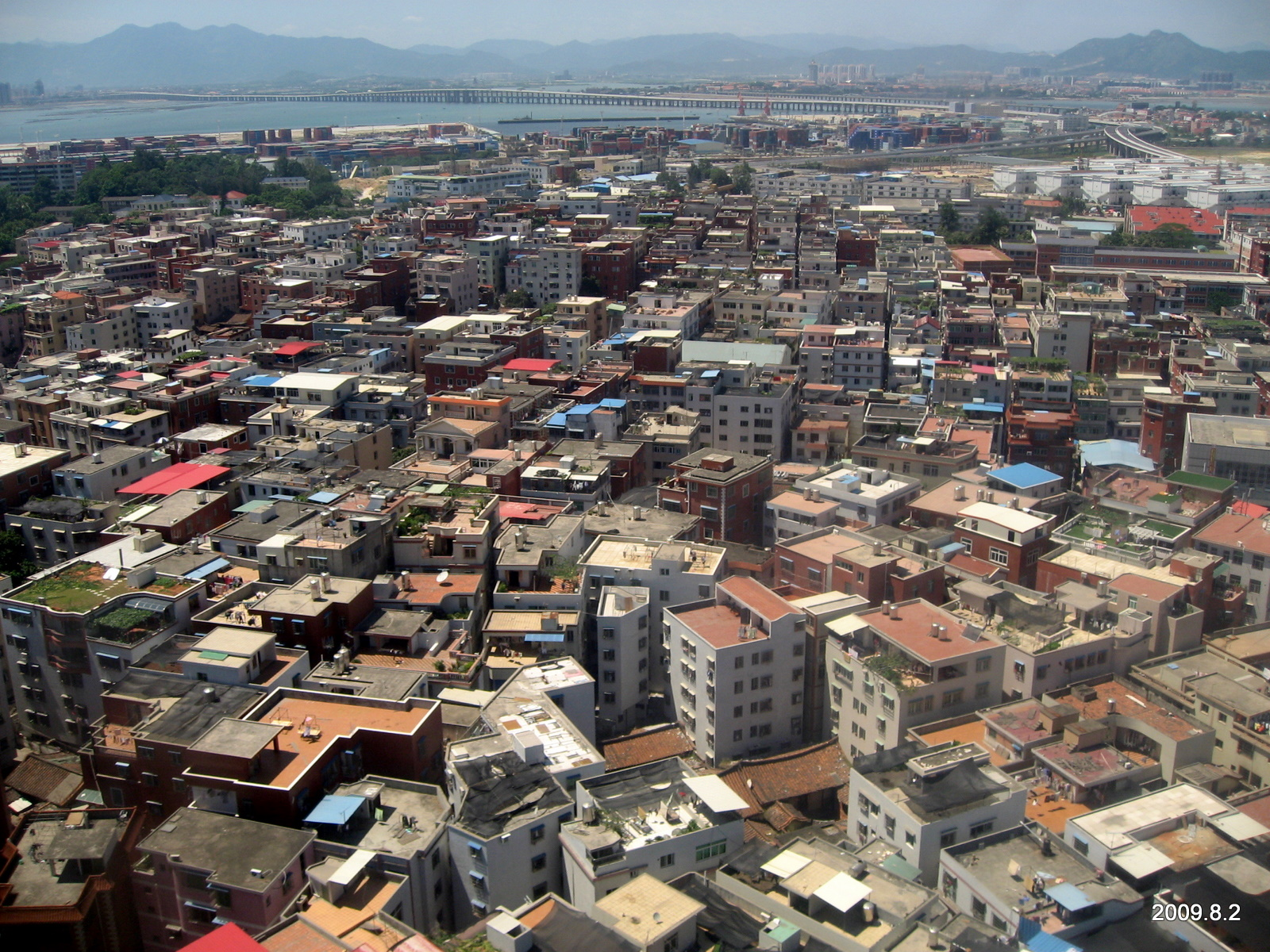
厦门高崎国际机场旁高殿社区
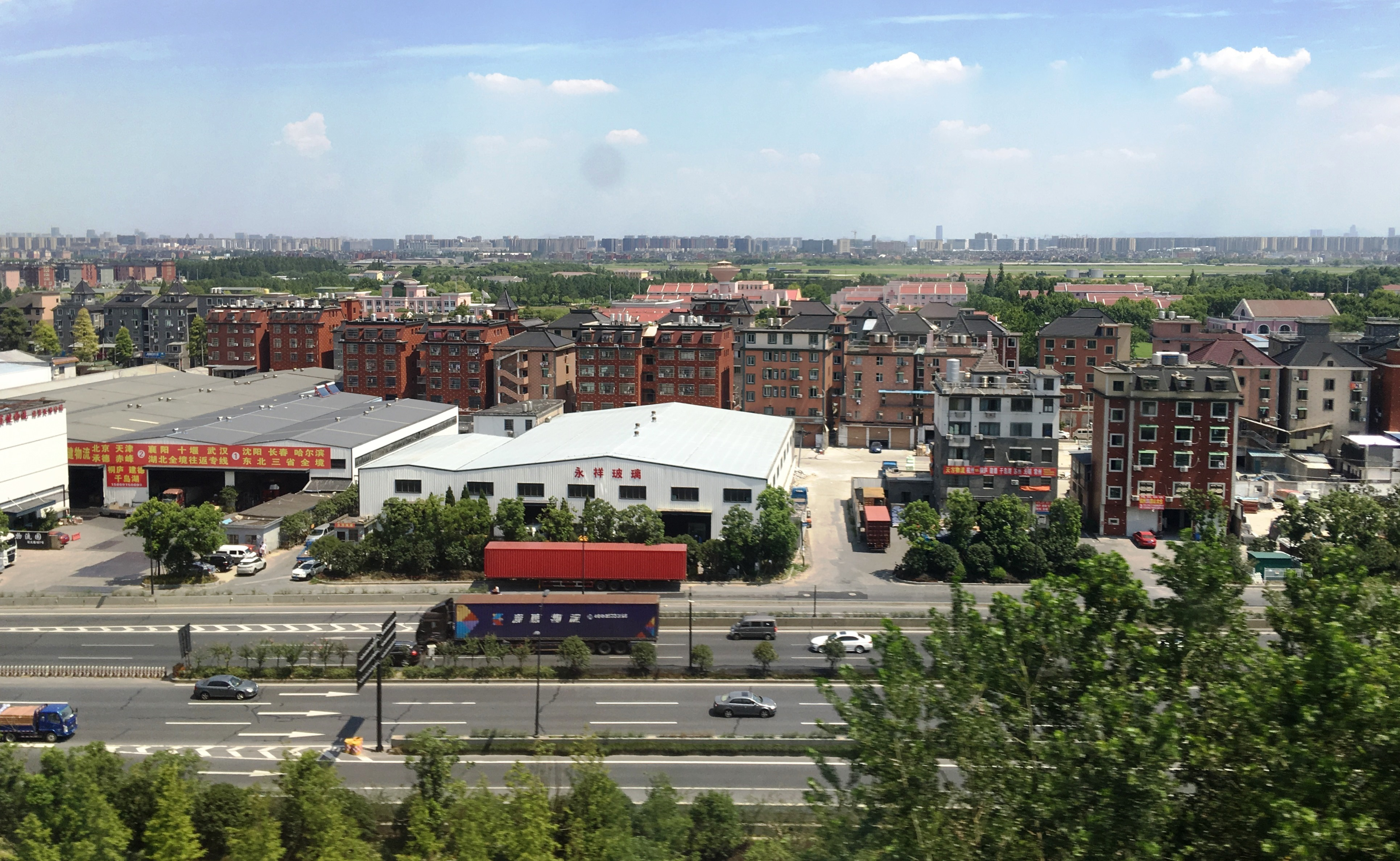
杭州笕桥
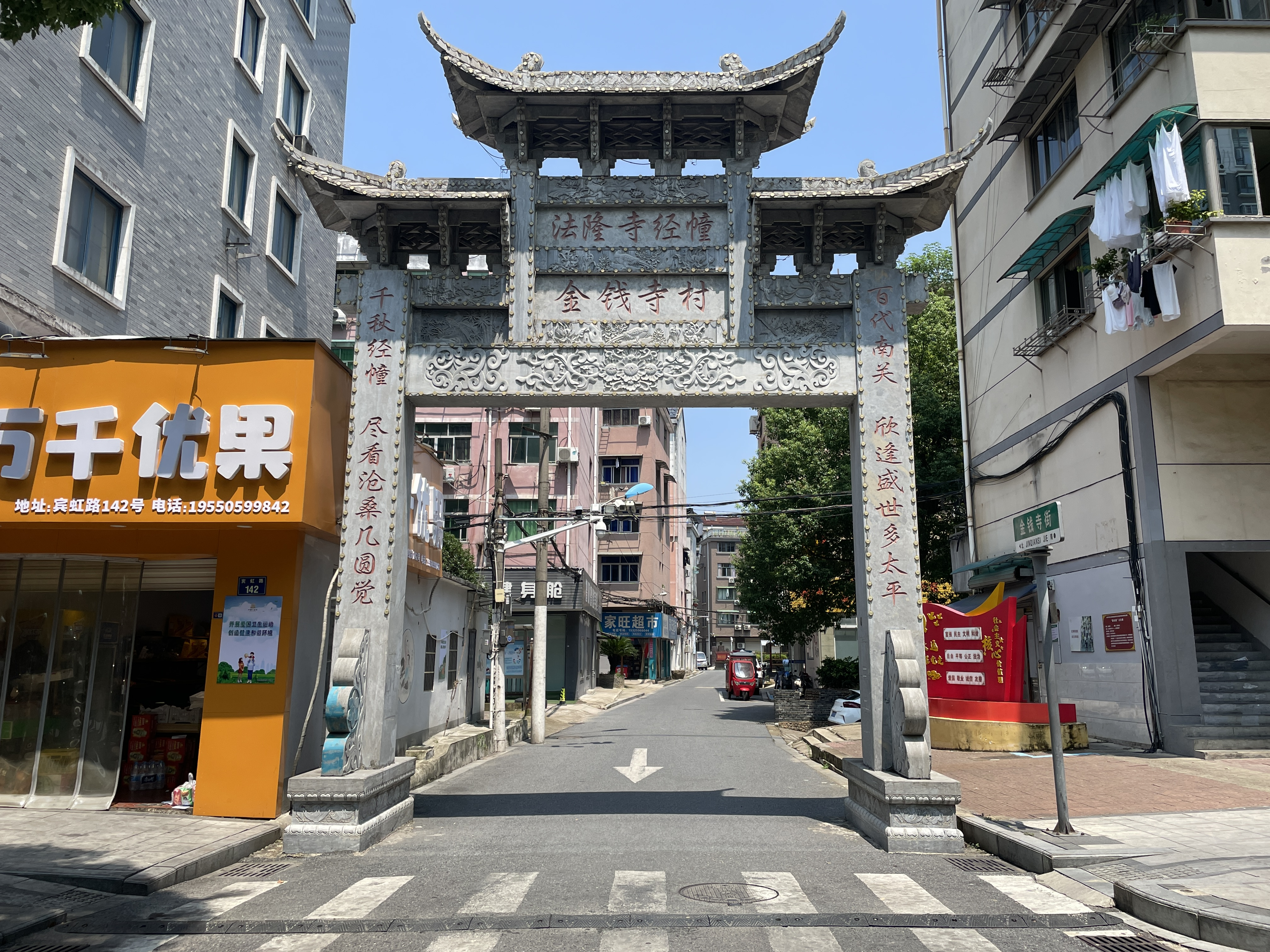
金华市婺城区金钱寺村

## 參看
- 宅基地
- 棚户区
- 南磨房地区[2]
- 唐家岭村
- 三元
- 石牌
- 直屬派出所
- 北漂及蚁族